# Rovaeanthus strigosus
Rovaeanthus strigosus är en måreväxtart som först beskrevs av George Bentham, och fick sitt nu gällande namn av Attila L. Borhidi. Rovaeanthus strigosus ingår i släktet Rovaeanthus och familjen måreväxter. Inga underarter finns listade i Catalogue of Life.